# NGC 1290
NGC 1290 је елиптична галаксија у сазвежђу Еридан која се налази на NGC листи објеката дубоког неба.
Деклинација објекта је - 13° 59' 21" а ректасцензија 3h 19m 25,1s. Привидна величина (магнитуда) објекта NGC 1290 износи 14,8 а фотографска магнитуда 15,8. NGC 1290 је још познат и под ознакама NPM1G -14.0161, PGC 12395.